# Fricativa bilabial eyectiva
La fricativa bilabial eyectiva es un sonido consonántico no pulmonar utilizado en algunos idiomas hablados, el símbolo en el alfabeto fonético internacional es el de una fricativa bilabial sorda ⟨ɸ⟩, con el apóstrofo que indica que los pulmones no se usarán.
El símbolo en X-SAMPA equivalente es (p\_>).

## Características
- Su modo de articulación es fricativa, lo que significa que se produce al contraer el flujo de aire a través de un canal estrecho en el lugar de articulación, lo que provoca turbulencia .
- Su punto de articulación es bilabial , lo que significa que se articula con ambos labios.
- Su tipo de fonación es sorda, lo que significa que se produce sin vibraciones de las cuerdas vocales.
- Es una consonante oral, lo que significa que se permite que el aire escape a través de la boca, no por la nariz.
- El mecanismo de la corriente de aire es eyectivo (egresivo glótico), lo que significa que el aire es expulsado al bombear la glotis hacia arriba.

## Ocurre en
| Idioma | Idioma | Palabra               | AFI                   | Significado           | Notas |
| ------ | ------ | --------------------- | --------------------- | --------------------- | ----- |
| Yuchi  | Yuchi  | [ ejemplo requerido ] | [ ejemplo requerido ] | [ ejemplo requerido ] |       |